# Malcolm Tottie

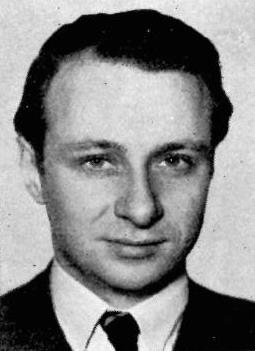
Malcolm Tottie.

Malcolm Per Vilhelm Tottie, född 2 september 1909 i Stockholm, död 19 mars 1996 i Djursholm, var en svensk läkare. Han var bror till Anders Tottie.
Tottie, som var son till expeditionschef Gustaf Tottie och Anna Rettig, blev medicine licentiat i Stockholm 1935 och medicine hedersdoktor i Stockholm 1975. Han var amanuens och underläkare på hudkliniken vid Karolinska institutet 1936–1944, praktiserande läkare i Stockholm 1944–1967, medicinalråd 1967–1975 och byråchef 1968–1975. 
Tottie var föredragande i Medicinalstyrelsen 1944–1967, arbetade för Röda Korset i Polen 1947, var delegat i WHO-församlingen 1950–1979, var WHO-expert i Egypten 1951, ledamot av nämnden för internationella hälsovårdsärenden 1952–1977, av Europarådets kommitté för hälsovårdsfrågor 1954–1979 och av Sidas råd 1962–1967. Han medverkade i ett stort antal upplysningsfilmer, bedrev föreläsningsverksamhet och var medarbetare i radio och TV. Han författade skrifter i bland annat internationella hälsofrågor, dermatologi, venereologi och hälsovårdsupplysning.
Tottie är begraven på Norra begravningsplatsen utanför Stockholm.